# William Perry Hay
Pour les articles homonymes, voir Hay.
William Perry Hay est un zoologiste américain, né le 8 décembre 1872 à Eureka (Illinois) et mort en 1947.

## Biographie
Il est le fils du paléontologue Oliver Perry Hay (1846-1930).
Hay fait ses études à l’université Butler où il obtient son Bachelor of Sciences en 1891 et son Master of Sciences en 1892. Il enseigne la zoologie à la Central High School de Washington D.C. de 1892 à 1989. Il dirige le département de biologie dans ce même établissement de 1898 à 1900 puis enseigne l’histoire naturelle à l’université Harvard de 1900 à 1908. Il revient à Washington où il dirige le département de biologie et de chimie de 1908 à 1931. Il enseigne la biologie à la McKinley High School de 1931 à 1934.
Hay fait partie de l’American Association for the Advancement of Science, de la National Geographic Society et de diverses autres sociétés savantes. Hay s’intéresse particulièrement aux crustacés (Astacidae) de l’Amérique du Nord.

## Source
- Biographie de l’Université de Floride (en anglais)